# Ünal
Ünal ist ein türkischer männlicher und weiblicher Vorname mit der Bedeutung Werde berühmt!, Werde bekannt!, der auch als Familienname auftritt.

## Namensträger

### Männlicher Vorname
- Ünal Alpuğan (* 1973), deutscher Fußballspieler
- Ünal Atay (* 1935), türkischer Fußballspieler
- Ünal Aysal (* 1941), türkischer Unternehmer und Sportfunktionär
- Ünal Demirkıran (* 1979), deutsch-türkischer Fußballspieler
- Ünal Karaman (* 1966), türkischer Fußballspieler und -trainer
- Ünal Kaymakci (* 1972), deutscher Rechtsanwalt und schiitischer Religionsvertreter
- Ünal Noyan (* 1993), deutsch-türkischer Fußballspieler
- Ünal Silver (1948–2023), deutscher Schauspieler türkischer Herkunft
- Ünal Yüksel (* 1969), deutscher Musikproduzent

### Familienname
- Abdullah Ünal, türkischer Fußballspieler
- Abidin Ünal (* 1953), türkischer General
- Ahmet Ünal (* 1943), türkischer Altorientalist
- Arif Ünal (* 1953), deutscher Politiker (Bündnis 90/Die Grünen)
- Buğra Ünal (* 1997), türkischer Pentathlet
- Buse Ünal (* 1997), türkische Volleyballspielerin
- Enes Ünal (* 1997), türkischer Fußballspieler
- Gökhan Ünal (* 1982), türkischer Fußballspieler
- Halit Ünal (* 1951), deutsch-türkischer Schriftsteller
- İbrahim Ünal (* 1935), türkischer Fußballspieler
- Irmak Ünal (* 1977), türkische Schauspielerin
- Mahir Ünal (* 1966), türkischer Politiker
- Mehmet Ünal (* 1951), türkischer Journalist und Fotograf
- Mehmet Nadir Ünal (* 1993), türkischer Boxer und Kickboxer
- Mesut Ünal (* 1973), türkischer Fußballspieler und -trainer
- Murat Ünal (* 1975), deutsch-türkischer Regisseur, Autor und Produzent
- Ozan Ünal (* 1980), deutscher Synchronsprecher
- Şamil Ünal (* 1986), türkischer Fußballspieler
- Telat Ünal (* 1994), österreichischer Fußballspieler
- Tuna Ünal (* 1984), deutsch-türkischer Schauspieler
- Ümit Ünal (Filmregisseur) (* 1965), türkischer Filmregisseur, Drehbuchautor und Schriftsteller
- Ümit Ünal (Modedesigner) (* 1969), türkischer Modedesigner

### Kunstfigur
- Remzi Ünal, Protagonist in den Kriminalromanen von Celil Oker

## Weiteres
- Ünal-Group, Speditions- und Dienstleistungs-Unternehmen